# Блонский, Алоиз Висвалдис
А́лоиз Ви́свалдис Бло́нский (Блонскис; латыш. Aloizs Visvaldis Blonskis, 10 марта 1933, Циблская волость, Люцинский уезд (ныне Лудзенский край) — 29 января 2012, Рига) — советский и латвийский работник МВД. Первый генерал полиции Латвии (1997 г.).
Окончил Катеградскую основную школу, Аглонскую гимназию и Минскую Высшую школу милиции. Награждён Орденом Трех Звезд 4 степени. Автор книги «No ierindnieka līdz ģenerālim» (2000 г., изд. Likuma Vārdā, ISBN 9984925153) Дочь Блонского Ингрида Лабуцка (Ingrīda Labucka), государственный деятель и политик, бывший министр юстиции.
- 1953 год — служба в милиции Рижского района
- 1959—1963 гг. — начальник отдела уголовных расследований в Юрмальском отделении милиции
- 1969—1994 гг. — заместитель начальника отдела уголовных расследований.
- 1994 по 2000 год — начальник Криминальной полиции Латвии, заместитель Департамента полиции МВД
- С 2000 года на пенсии
- В 2001—2005 г. — депутат Рижской Думы от партии Латвийский путь